# Шоктибай
Шоктиба́й (каз. Шоқтыбай) — село у складі Чингірлауського району Західноказахстанської області Казахстану. Входить до складу Чингірлауського сільського округу.
У радянські часи село називалось Шактибай.
Населення — 262 особи (2021; 359 у 2009, 422 у 1999, 561 у 1989).